# Dionisio Calco
Dionisio Calco (in greco: Διονύσιος ὁ Χαλκοῦς) (480 a.C. circa – dopo il 444 a.C.) è stato un poeta e oratore ateniese vissuto nel V secolo a.C..

## Biografia
Ateneo di Naucrati riferisce che il soprannome "calco" ("bronzeo") gli venne dall'aver introdotto ad Atene l'uso delle monete di bronzo al posto di quelle d'argento.
Sappiamo, da Plutarco, che Dionisio, che, tra l'altro, fu oratore, partecipò alla fondazione della colonia panellenica di Turi nel 444 a.C..

## Opere
Non è sopravvissuto nulla dei suoi discorsi, ma ci rimangono alcuni frammenti di elegie conviviali, in alcune delle quali il distico cominciava con un pentametro e nei quali si nota un uso ricercato della metafora e del γριφῶδες ("allusioni enigmatiche").